# A Seventh Man
A Seventh Man: Migrant Workers in Europe ("Un seté home: treballadors migrants a Europa", en anglès) és un llibre compost de fotografia i text, realitzat per John Berger i Jean Mohr, i que versa sobre el tema del treball migrant a l'Europa de la dècada del 1970, combinant un estudi sociològic, amb una mirada periodística i la tasca artística aportada per les fotografies. La seva primera edició en anglès va aparèixer l'any 1975.

## Descripció
L'any 1972, la novel·la G. de John Berger tractava de manera picaresca i romàntica successos que havien tingut lloc a l'Europa de 1898. Aquest llibre li va proporcionar dos importants premis, el James Tait Black Memorial Prize i el Booker el mateix any de la seva publicació. Berger, en el moment d'acceptar les dotacions econòmiques corresponents a ambdós premis, va decidir contribuir la meitat d'aquesta quantitat a la part britànica del Partit dels Panteres Negres, mentre que faria servir la restant meitat per costejar-se l'estudi dels treballadors immigrants al continent, ambdues opcions importants per poder mantenir la seva lluita política. Amb aquests diners va poder fer realitat el llibre que esdevindria A Seventh Man. Berger hi diu: "Per provar de comprendre l'experiència d'un altre cal desmantellar el món tal com es veu des del propi interior i tornar-lo a muntar tal com es veu des de l'altre."
Aimée Shalan, a un article per al diari britànic The Guardian, en diu que tot i que el pas dels anys no ha estat alié a canvis absolutament transcendents que modifiquen completament el contingut del llibre, la continuada dependència de la immigració per al projecte europeu el converteixen en un llibre que encara se sosté com a document vàlid per entendre el món actual on es deshumanitza l'immigrant i s'exclou de la vida en comú en una realitat neoliberal que Berger anomenava "feixisme econòmic".

## Influències posteriors
El llibre ha estat citat pel músic sud-africà Johnny Clegg com una de les seves influències cabdals per al disc de debut Universal Men.